# Simplicius Simplicissimus
Simplicius Simplicissimus je roman nemškega pripovednika Hansa Jakoba Christoffela von Grimmelshausena.
Roman je pripoved v prvi osebi o prigodah najdenčka Simplicija Simplicissima v času tridesetletne vojne. V njem je pripovednik združil lastne doživljaje s tradicijo španskega pustolovskega romana z ljudskimi zgodbami o šaljivih junakih. Junak pri upodabljanju, prikazovanju, strogo posnema objektivno resničnost vsakdanjega življenja, vojne grozote, muhasto igro usode, pri tem pa ves čas razmišlja o tipično baročnih idejah: o nestalni usodi, minljivosti užitkov, ničnosti življenja; nazadnje se umakne iz sveta na samoten otok, da bi dosegel popolnost v skladu z viško življenjsko modrostjo. V slovenščini je roman v prevodu Ivana Stoparja izšel leta 1961, 1974 in 1987.

## Izdaje romana v slovenščini
- 1. tisk leta 1961 Simplicius simplicissimus (COBISS)
- 1. ponatisk leta 1974 Simplicius Simplicissimus (COBISS)
- 2. ponatisk leta 1987 Simplicius Simplicissimus (COBISS)